# Jan Smeterlin
Jan Smeterlin född 7 februari, 1892 i Bielsko i Österrike-Ungern, död  18 januari, 1967 i London, var en polsk konsertpianist. Han är speciellt välkänd för sina tolkningar av Chopin och av Karol Szymanowski.

## Biografi
Smeterlin framförde sin första konsert vid sju års ålder, men trots stor talang i ungdomen tvingades han att studera juridik. Han fick ett stipendium för att studera under pianisten Leopold Godowsky då han studerade i Wien. Godowsky kom att bli en av Smeterlins viktigaste lärare. Smeterlin gjorde sin professionella debut år 1920.
Smeterlin älskade att laga mat och författade en bok med recept. Boken gavs ut postumt. Under hans senare år levde han och hans hustru Didi i New York. Kort efter att paret återvände till London år 1967 avled Smeterlin.

## Inspelningar
Smeterlin spelade in mer av Chopins musik än någon annan kompositör. Under sin karriär spelade han in för följande bolag: Philips, Mace, Allegro, Polydor, samt RCA Victor.